# Lado

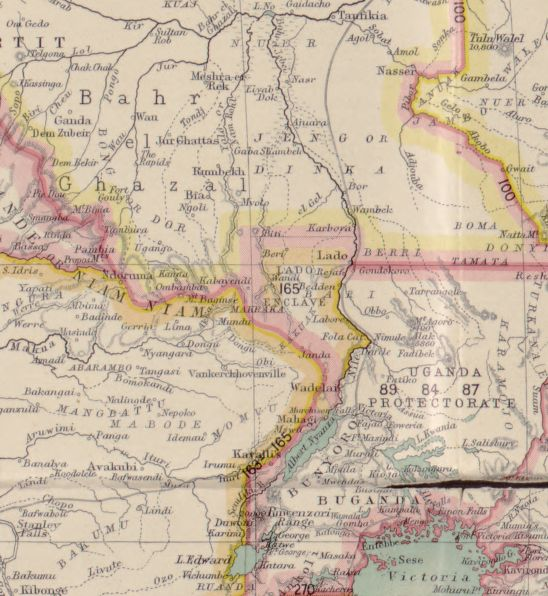
Mapa de l'enclavament de Lado

L'enclavament de Lado o enclavament de Rejaf, també territori de Lado, fou una entitat que és ara part del Sudan del Sud i Uganda, però que va ser ocupada del 1894 al 1910 per l'Estat Lliure del Congo. El territori comprenia el lloc de l'actual capital del Sudan del Sud, Juba.

## Història
Tradicionalment la zona fou la terra dels lugbara i dels pobles bari; l'àrea es va convertir en part de la província otomana-egípcia d'Equatòria, i va ser visitada per primera vegada pels europeus el 1841, convertint-se en un centre de comerç d'ivori i esclaus. Lado, com a part del Bahr al-Ghazal, va quedar sota el control dels britànics i el 1869 Sir Samuel Baker va crear una administració a la zona, amb seu a Gondokoro, va suprimir el comerç d'esclaus i va obrir l'àrea al comerç.
Charles George Gordon va succeir a Baker com a governador d'Equatòria el 1874 i tenint en compte el clima insalubre de Gondokoro, va traslladar el centre administratiu aigües avall a un lloc que va anomenar Lado per la ciutat en el patró d'un aquarterament de l'Índia, amb carrers curts i amples i carrers rectes i arbres d'ombra. Gordon van fer del desenvolupament de la indústria primària en Lado una prioritat, amb l'inici de l'agricultura comercial de cotó, sèsam i sorgo i la introducció de la ramaderia. Encara que Gordon tenia estacionats més de tres centenars de soldats en tota la regió els seus esforços per consolidar el control britànic a l'àrea no van tenir èxit i quan va renunciar com a governador el 1876, només Lado i els pocs assentaments de guarnició al llarg del Nil podria considerar sota administració.
Emin Pasha va ser designat com a governador per reemplaçar Gordon i va començar a construir les defenses de la regió i va desenvolupar Lado com una ciutat moderna, fundant una mesquita, una escola alcorànica i un hospital, i el 1881 Lado tenia una població de més de 5.000 tokuls (barraques de fang rodona comú a la regió).
L'explorador rus Wilhelm Junker va arribar a la zona de Lado el 1884, fugint de la revolta mahdista al Sudan, i la va convertir en la seva base per a noves exploracions de la regió. Junker va escriure sobre la ciutat de Lado, en particular, els seus edificis de maó i carrers ordenats.
Durant el govern mahdista de la regió, Lado es va abandonar en part però Rejaf es va convertir en una colònia penal. Quan en 1881 es va produir al Sudan la revolta mahdista contra l'ocupació egípcia, Leopold II de Bèlgica, governant de l'Estat Lliure del Congo, va veure l'oportunitat d'ampliar els seus territoris al Nil. El territori era part de Equatòria, dirigit per Emin Pasha, però va ser evacuat per Henry Morton Stanley en la seva expedició de 1886-1889.
Des de 1890 diverses expedicions van ser muntades per ocupar territori al nord-est del Congo. Guillaume Van Kerkhoven va ser el primer a arribar al Nil el 1891. Els britànics preferiren negociar per evitar la caiguda del país en mans de França (tensió que va culminar en la crisi de Fashoda en 1898) i va signar en nom d'Egipte el tractat de 12 de maig de 1894 que cedien a l'estat lliure del Congo el territori identificat sota el nom de "enclavament de Lado" i que tornaria a Gran Bretanya a la mort de Leopold II el que permetia al Congo un accés a un riu navegable cap a la Mediterrània. A canvi, Leopold es va comprometre a cedir una franja de terra per permetre el pas de la construcció del ferrocarril del Cap al Caire. A més se cedia l'administració de tot el Bahr al-Ghazal (excepte l'enclavament de Lado) a Leopold II i als seus successors.
La preocupació francesa per les aspiracions de Bèlgica a l'Àfrica va conduir al Tractat francocongolès, signat el 14 d'agost de 1894, en què Leopold es va veure obligat a renunciar a tot dret d'ocupar al nord dels 5° 30" de latitud nord, a canvi de l'acceptació francesa de la propietat de Leopold de Lado. El territori es va restar de la província sudanesa de Bahr al-Ghazal (Riu de les Gaceles) i es va limitar a la latitud 5° 30′ N i longitud 30° E. Es va estendre a la riba oest del Nil. La seva superfície era d'uns 39.000 km² i una població de al voltant de 250.000 persones.
No obstant això, no va ser fins a 1896 que Leopold va tenir els recursos per muntar una expedició a l'enclavament; "una expedició que va ser sens dubte el més gran que segle xix Àfrica havia vist en la meva vida", segons el baró Dhanis. El pla oficial va ser a ocupar l'enclavament però el objectiu final era utilitzar Lado com un trampolí per a la captura de Khartum al nord i controlar una franja d'Àfrica des de l'Atlàntic fins a l'Oceà Índic. L'expedició de Dhanis es va amotinar el 1897.
Més tard, el 1897, les tropes de l'Estat Lliure del Congo manades per Louis Napoléon Chaltin va intentar prendre físicament el control de l'enclavament.  Les forces de Chaltin va aconseguir arribar al Nil a la ciutat de Bedden en territori de l'enclavament al febrer de 1897 i van derrotar els mahdistes en la batalla de Rejaf. L'estació de Ganda es va establir a la vora del riu i Chaltin es va instal·lar de manera duradora a Rejaf que va ocupar el 17 de febrer de 1897.
Això va consolidar la pretensió de Leopold a la regió de l'Alt Nil, però tot i que havia donat instruccions a Chaltin per continuar cap a Khartum, Chaltin no tenia les forces per fer-ho, i en el seu lloc va optar per enfortir en gran manera Lado (que havia deixat gairebé d'existir sota els mahdistes), Rejaf, Kiro, Loka i Yei, i ocupar Dufile. Ara l'enclavament incloïa com a llocs principals les ciutats de Lado i de Rejaf, que era el port que permetia l'accés aigües avall del riu i que va ser la residència dels administradors colonials; també en feia part Juba, l'actual capital de Sudan del Sud, que fou fundada entre aquestes dues localitats, prop de Gondokoro. Dufile (actualment a Uganda, davant Nimule), la fortalesa construïda per Emin Pasha el 1879, va ser ocupada des de 1902. El lloc més al nord de l'enclavament, seguint el Nil, era Kiro.
El 1899, el Govern britànic va al·legar que l'Estat Congo no havia complert les seves obligacions del Tractat anglocongolès i, per tant, no tenia dret a reclamar el Bahr al-Ghazal. Al mateix temps que s'havia signat l'acord el 1894, les forces de l'estat del Congo ja havien ocupat Rejaf, i per una entesa tàcita, a l'Estat se li va permetre romandre en l'ocupació del Enclavament de Lado. "El Bahr el-Ghazal mai ha deixat de ser britànic, i qualsevol extensió de l'esfera d'influència de l'Estat del Congo més enllà dels límits del Enclave de Lado, sense la sanció expressa del Govern britànic, és totalment injustificable, i de fet, filibusterisme.
En 1899, Leopold volia anul·lar el tractat francocongolès, el que li permetria guanyar més territori cap al nord, però els britànics es van oposar, al·legant que es produirien "serioses conseqüències" si Leopold intentava ampliar les fronteres de l'Enclavament. 
El gener de 1900, alguns funcionaris avorrits que havien decidit explorar els pantans més enllà de la frontera de Lado van ser trobats per una patrulla britànica. Les autoritats britàniques van creure que es tractava d'una expedició oficial i van considerar l'enviament d'una expedició militar a la Enclavament. 
Kiro havia estat la ubicació de la residència britànica a la regió, però després del pas a domini belga, un lloc (també anomenat Kiro) va ser establert a pocs quilòmetres al nord del vell Kiro que es suposava que quedava fora de l'Enclavament de Lado, a la riba oest del Nil. No obstant això, a l'abril de 1901 es va descobrir que aquest lloc quedava realment dins el territori de l'Enclavament i una nova posició britànica va ser creada a l'altre costat del riu, a Mongalla.  Els britànics es van afanyar a poblar i fortificar Mongalla, amb un Inspector britànic, un oficial de policia, dues companyies del batalló del Sudan manades per oficials britànics i una canyonera estacionada a la zona. 
El 1905, la importància estratègica de l'Enclavament de Lado es va convertir en prou clar per als britànics per considerar oferir a Leopold una petita part del Bahr al-Ghazal a canvi del Enclavament.  Com a part d'aquesta oferta, els anglesos van acordar retirar les seves tropes de la zona, mentre que Leopold considera l'oferta. No obstant això, en lloc de considerar, Leopold immediatament va ordenar a les seves tropes d'ocupar els llocs militars ara vacants, el que va ser vist com un "brot inútil i desastrós de la impaciència de Leopold per avantatges a curt termini. El seu resultat inevitable va ser una ordre britànica a les forces congoleses a retirar-se cap al sud, seguit pel tancament del Nil al transport congolès ".
Al maig de 1906, els britànics va cancel·lar el contracte d'arrendament belga del Bahr-el-Ghazal, encara que Leopold es va negar a evacuar la regió fins que es va construir el ferrocarril promès entre el l'Enclavament de Lado i la frontera del Congo. Leopold va abandonar la regió excepte Mahagi.
El Enclavament de Lado era important per a l'Estat Lliure del Congo, ja que incloïa Rejaf, que era el port per als vaixells al Nil, ja que els ràpids van resultar un obstacle insalvable per continuar el viatge.  Rejaf va ser la seu del Comandant, l'únic funcionari colonial europeu en l'enclavament, que eren al lloc a partir de 1897 a juny de 1910. Es van fer esforços per defensar adequadament Lado contra qualsevol possible incursió per una altra potència colonial, amb dotze canyons pesats Krupp de fort instal·lats al novembre de 1906.
No obstant això, seguia havent incertesa en l'Enclavament amb el coneixement que l'Enclavament tornaria a la dominació britànica a la mort de Leopold. Com a resultat, els belgues van ser incapaços de crear un govern efectiu, el que porta als disturbis civils en l'Enclavament.  També hi va haver rumors de dipòsits d'or a Lado que van donar lloc a un gran interès en la regió en els primers anys del segle xx. 
El 10 de juny de 1910, després de la mort de Leopold, el districte es va convertir oficialment en una província del Sudan Anglo-egipci, amb el veterà de l'exèrcit britànic capità Chauncey Hugh Stigand nomenat administrador. En 1912 la meitat sud del Enclavament va ser cedida a Uganda, llavors un protectorat britànic. No obstant això, en la realitat, després de la mort de Leopold i la posterior retirada de les tropes belgues, les autoritats britàniques gairebé van abandonar l'administració del territori que va esdevenir una "terra de ningú". Els caçadors d'ivori van entrar i van disparar i matar gairebé la totalitat d'una manada d'elefants estimada en 2.000 que van donar als caçadors grans beneficis.
El 1914 Sudan va intercanviar part de l'Enclavament d'un tram de l'Alt Nil. Més tard Gondokoro, Kiro, Lado i Rejaf van ser abandonats pel govern sudanès, i ja no apareixen en els mapes moderns.

## Bandera
La bandera i escut del territori fou dissenyada pel coronel Colmant. El escut propi esta basats en la bandera congolesa més les armes personals de Leopold II. La creu de Sant Andreu o de Borgoña fou afegida en honor de la Companyia d'Oostende que va finançar les primeres expedicions colonials des dels Països Baixos austríacs (avui Bèlgica). Ni escut ni bandera van gaudir de reconeixement oficial

## Comandants congolesos i belgues de l'enclavament
| Des de                 | Fins a                 | Nom                                                  | Comentaris                            |
| ---------------------- | ---------------------- | ---------------------------------------------------- | ------------------------------------- |
| 17 de feber de 1897    | novembre 1897          | Louis Napoléon Chaltin                               |                                       |
| Novembre 1897          | 15 de desembre de 1898 | Léon Charles Edouard Hanolet                         |                                       |
| 15 de desembre de 1898 | 1 de maig de 1900      | Jean Baptiste Josué Henry de la Lindi                |                                       |
| 1 de maig de 1900      | març de 1902           | Louis Napoléon Chaltin (segona vegada)               |                                       |
| desembre de 1901       | agost de 1903          | Captain Léon Charles Edouard Hanolet (segona vegada) |                                       |
| gener de 1903          | 24 de març de 1904     | Comissari General Georges François Wtterwulghe       | Mort a Yei el 8 de maig de 1904.      |
| 24 de març de 1904     | 1904                   | Commandant Florian Alexandre François Wacquez        | Acting for Wtterwulghe to 8 May 1904. |
| 1904                   | maig de 1907           | Ferdinand, baron de Rennette de Villers-Perwin       | interí fins a l'agost de 1906         |

Comandants de l'Enclavament
- 1900 - gener de 1903 Gustave Ferdinand Joseph Renier

- gener 1903 - agost de 1903 Albéric Constantin Édouard Bruneel

- agost de 1903 - març de 1905 Henri Laurent Serexhe

- març de 1905 - gener de 1908 Guillaume Léopold Olaerts

- gener de 1908 - abril de 1909 Léon Néstor Preud'homme

- abril de 1909 - 1910 Alexis Bertrand

- 1910 - juny de 1910 Charles Eugène Édouard de Meulenaer